# Piano Sonata No. 2 (Mozart)
Format:Infobox musical compositionFormat:Infobox musical composition
Sonata pentru pian nr. 2 în Fa major, K 280/189e (1774) de Wolfgang Amadeus Mozart, este o sonată formată din trei părții: Allegro assai, Adagio, Presto. 

## Allegro assai
Prima parte din Sonată este în formă de sonată și conține trei teme de factură nouă, o dezvoltare, în care temele din expoziție sunt variate și combinate și o reexpoziție, în care expoziția este repetată și variată. Sonata începe cu prima temă a expoziției, care la rândul ei începe cu un acord arpegiat în forte, urmat de trei terțe. După aceea tema conține o serie de cvarte descendente asupra acordurilor diatonice si bass Alberti, șaisprezecimi și cvinte descendente. A doua temă conține trioleți legați la mâna dreaptă cu octave la mâna stângă. Tema este într-un fel cromatică, cu alterații accidentale frecvente. În a treia temă, cele mai folosite sunt cvartele și octavele cu un acompaniament neregulat. Expoziția se termină cu un acord de Do major. Urmează dezvoltarea și reexpoziția, variind și combinând aceste teme înainte de a le expune, cum este normal într-o formă de sonată. 

## Adagio
A doua parte a Sonatei este un adagio în fa minor. Este singura sonată pentru pian al lui Mozart cu o parte lentă într-o tonalitate minoră. Deși nu este marcată în acest fel, această parte este o siciliană. Starea transmisă de această parte este una tristă și tragică, începutul asemănându-se cumva cu un marș funebru. Piesa din 1992 (reviz. 2005) ”Adagioul lui Mozart”, a compozitorului estonian Arvo Pärt, a transformat muzica din această parte într-o lucrare pentru vioară, violoncel și pian.

## Presto
Sonata se termină cu un presto (formă de sonată) în Fa major. Partea este relativ scurtă pentru un presto, interpretarea ei durează între două și trei minute.  
În mod obișnuit această Sonată durează aproximativ 14 minute. 
Această lucrare a fost compusă împreună cu alte sonate pentru pian în timpul vizitei lui Mozart la München, pentru producerea operei ”La finta giardiniera” de la sfârșitul anului 1774 până la începutul lui martie din anul următor. 